# قائمة زملاء الجمعية الملكية المنتخبين في 1793
هذه الصفحة تعرض قائمة زملاء الجمعية الملكية المُنتخبين لعام 1793.

## الزملاء
- William Scott, 1st Baron Stowell [الإنجليزية]‏
- John Farr Abbott [الإنجليزية]‏
- Robert Stearne Tighe [الإنجليزية]‏
- John Scott, 1st Earl of Eldon [الإنجليزية]‏
- جورج كريستوف ليشتنبرغ
- William Saunders (physician) [الإنجليزية]‏
- وليام هايد ولاستون
- Lord Frederick Campbell [الإنجليزية]‏
- Charles Abbot, 1st Baron Colchester [الإنجليزية]‏
- ويليام تشارلز ولز

## الأعضاء الأجانب
- يوهان فريدريش بلومنباخ